# Inno Nazionale della Repubblica

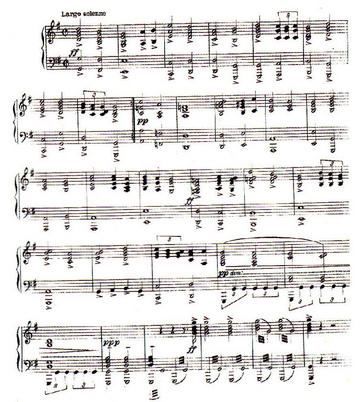
Notenblatt der Inno Nazionale

Der Inno Nazionale ist die Nationalhymne des europäischen Kleinstaates San Marino. Sie wurde von Federico Consolo, einem italienischen Violinisten und Komponisten, geschrieben und 1894 zur Nationalhymne bestimmt. Das besondere ist, dass diese Nationalhymne keinen offiziellen Text hat und daher auch einfach nur Inno Nazionale (ital. Nationalhymne) genannt wird.